# Hydroxylysin
5-Hydroxylysin je aminokyselina s molekulárním vzorcem C6H14N2O3. Je to hydroxyderivát lysinu známý především jako stavební komponenta proteinu kolagenu.
Je syntetizován z lysinu oxidací enzymem lysyl hydroxyláza.